# Ověřovací knihy
Ověřovací knihy (neboli Knihy o prohlášeních o pravosti podpisu) jsou knihy, které slouží k ověřovaní pravosti podpisu advokáty. Od 1. ledna 2005 mohou advokáti dle § 25a zákona č. 85/1996 Sb., zákona o advokacii, ve znění pozdějších předpisů, ověřovat podpisy. Toto ověření má stejnou váhu jako podpis ověřený notářem nebo obecním úřadem vedoucím matriku. 

## Podmínky získání Ověřovací knihy
Knihy o prohlášeních o pravosti podpisu (dále jenom knihy) může získat advokát po podání řádné žádosti a doložení svého ověřeného podpisu České advokátní komoře. Knihy vydává vydává odbor matriky a pobočka ČAK v Brně a v Praze.
Advokát může nahradit úřední ověření podpisu se stejnými účinky v případě, že: 
- jde o listinu, kterou sám sepsal a osoba, jejíhož podpisu se prohlášení o pravosti týká před ním listinu podepsala ("vlastní listina"),
- jde o listinu, kterou před ním osoba, jejíhož podpisu se prohlášení o pravosti týká, podepsala (tj. "cizí listina").